# Henriette Faißt

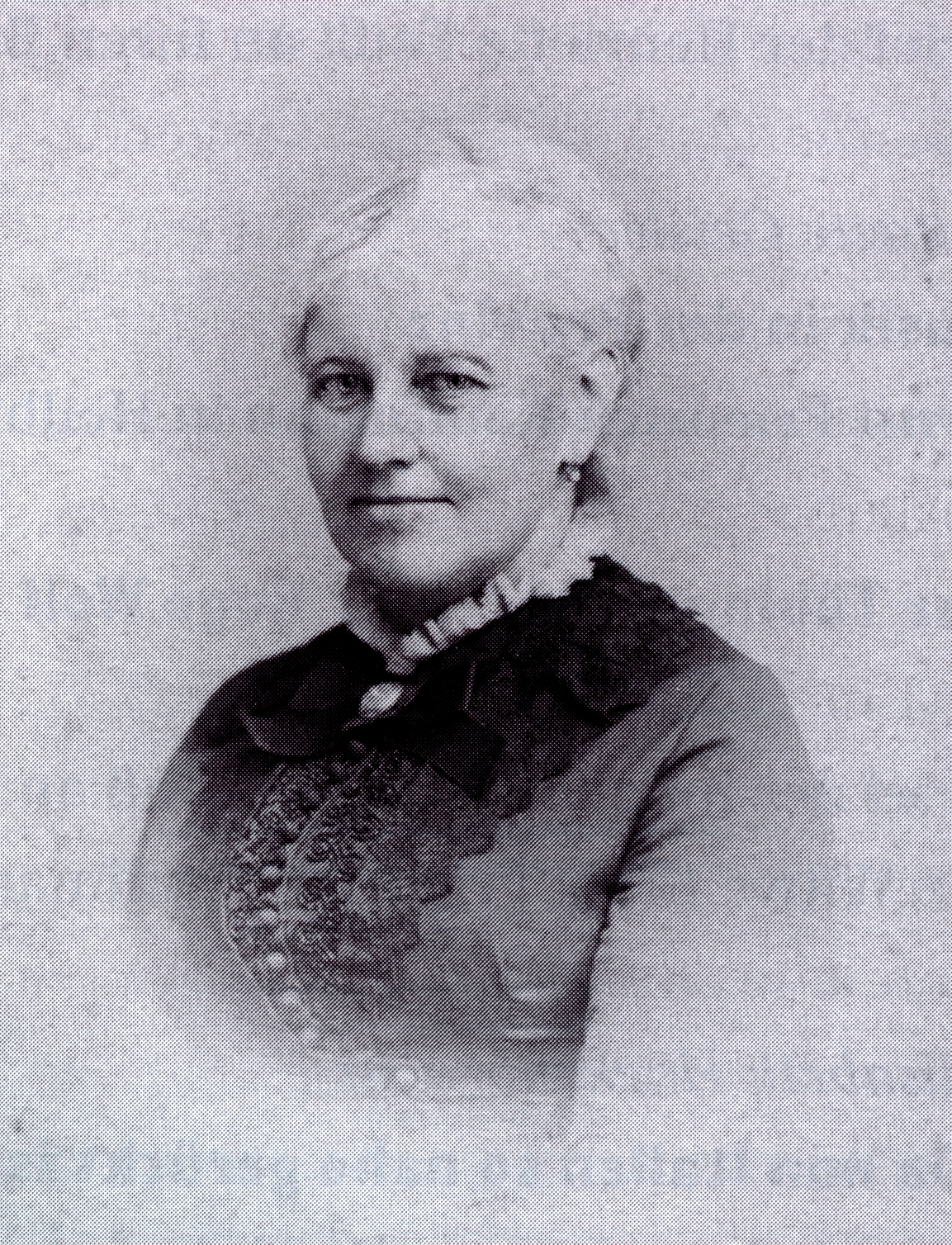
Henriette Faißt

Marie Henriette Faißt, geborene Cluss (* 9. März 1831 in Heilbronn; † 30. Juli 1902 ebenda) war Gründerin der „Henriette und Hugo Faißt-Stiftung“, mit der das Musikleben und große Musikwerke wie Oratorien und Chorwerke finanziert werden. Ihr Leben und Wirken wurde von Karl Grunsky (1871–1943) –  deutscher Historiker und Musikschriftsteller – gewürdigt. Das Buch Ein Haus für Blumen und Musik : Henriette Faißt in Heilbronn und Hugo Wolf, das von der Internationalen Hugo-Wolf-Akademie herausgegeben wurde, ist auch Henriette Faißt gewidmet und ihrer Beziehung zu Musikern wie Hugo Wolf und Ernst Friedrich Kauffmann.

## Leben
1859 heiratete sie Andreas Faißt. Sie war 45 Jahre alt, als sie mit ihrem Mann und den beiden Jungen August und Hugo in die Villa Faißt einzog. Drei Jahre nach dem Einzug verstarb Andreas. Henriette lebte danach als alleinstehende Witwe mit den beiden halbwüchsigen Söhnen in dem Haus. Henriette gilt als „Förderin des Heilbronner Musiklebens“ und als „hochherzige Stifterin“ eines Legats von 300 000 Goldmark für die „Henriette und Hugo Faißt-Stiftung“, von deren Zinsen die Förderung musikalischer Menschen und der Aufführung von großen Musikwerken wie Oratorien und Chorwerke finanziert werden sollten.

## Rezeption
Karl Grunsky (1871–1943), deutscher Historiker und Musikschriftsteller, beschrieb 1914 in seinem Nekrolog das Leben und Wirken von Henriette Faißt. Die Internationale Hugo-Wolf-Akademie hatte eine Neuausgabe ihrer Briefe vorgelegt, die sie an Hugo Wolf und Ernst Friedrich Kauffmann und dessen Witwe geschrieben hatte.